# رودريغو سيزار كاسترو كابرال
رودريغو سيزار كاسترو كابرال (بالبرتغالية: Rodrigo César Castro Cabral‏) هو لاعب كرة قدم برازيلي، ولد في 5 فبراير 1982 في غوارابوافا في البرازيل. شارك مع منتخب البرازيل تحت 17 سنة لكرة القدم. أما مع النوادي، فقد لعب مع أتلتيكو باراناينسي وبوتافوغو ريغاتاس وجمعية بورتوغيزا الرياضية ونادي أفاي لكرة القدم ونادي باهيا ونادي بوتافغو لكرة القدم ونادي سانتوس ونادي سبورت ريسيفه ونادي غواراني.